# 前田黙鳳
前田 黙鳳（まえだ もくほう、嘉永6年（1853年）3月 - 大正7年（1918年）11月19日）は、播州龍野（兵庫県たつの市）生まれの書家。名は圓、字は士方、黙鳳は号で、別号に龍野人がある。

## 業績
明治から大正時代に活躍した書家で、書道会の発足や会報の発行に尽力し、展覧会の開催や法帖類などの古典資料の普及に努め、近代書道界の発展に大きく貢献した。作品には古銅器の銘文を臨書したものなど篆書体が多くあり、また六朝風の楷書体も得意とした。

## 経歴
嘉永6年（1853年）播州龍野藩士、前田忠作の次男として生まれる。20歳で上京し、明治9年（1876年）書肆博文社の手代となった。明治15年（1882年）京橋南鍋町に自ら書肆鳳文館を開き、『資治通鑑』・『佩文韻府』などの翻刻刊行を行った。その間、清国に渡り金石学や書法を学んだ。しかし、明治21年（1888年）漢学の衰頽に伴い経営が悪化し、鳳文館を廃業した。その後、書学会を発足し、会報『書鑑』を発行して法帖類を掲載し、古典資料の普及に努めた。明治41年（1908年）には中村不折・土方秦山・杉溪六橋・野村素軒らと健筆会を起こし、六朝書専門研究に取り組み、展覧会も開催した。
大正3年（1914年）2月、中村不折・井土霊山共訳の『六朝書道論』が刊行されるが、その巻末付録に「六名家書談」が収録され、黙鳳はその名家の一人として、「書風の側面観」と題した1篇を執筆している。六名家の他の5人は、日下部鳴鶴・中林梧竹・中根半嶺・内藤湖南・犬養木堂であり、犬養木堂は黙鳳の書を見て「天下第一人者」と称賛したという。
| 嘉永6年  | 1853年 |      | 播州龍野（兵庫県）に生まれる。                                                                        |
| 明治6年  | 1873年 | 20歳 | 上京。                                                                                                |
| 明治9年  | 1876年 | 23歳 | 博文社（書肆）に入社。                                                                                |
| 明治15年 | 1882年 | 29歳 | 京橋南鍋町に鳳文館（書肆）を設立。 『資治通鑑』・『佩文韻府』・『康熙字典』・『史記評林』などを刊行。 |
| 明治21年 | 1888年 | 35歳 | 鳳文館を廃業。                                                                                        |
| 明治25年 | 1892年 | 39歳 | 『真行草大字典』（共益社）を刊行。                                                                    |
| 明治35年 | 1902年 | 49歳 | 『書鑑』（書学会）を刊行。                                                                            |
| 明治41年 | 1908年 | 55歳 | 健筆会を発足。                                                                                        |
| 大正2年  | 1913年 | 60歳 | 『真行草字鑑』（二松堂書店）を刊行。                                                                  |
| 大正7年  | 1918年 | 65歳 | 永眠。                                                                                                |

## 著書・編書
- 書海
- 五体字書
- 真行草大字典
- 真行草字鑑

など、多数。